# Resident Evil: Retribution
Pour les articles homonymes, voir Retribution.
Série Resident Evil
Resident Evil: Afterlife
(2010) Resident Evil : Chapitre final
(2016)
Pour plus de détails, voir Fiche technique et Distribution.
Resident Evil: Retribution ou Resident Evil : Le Châtiment au Québec est un film américain réalisé par Paul W. S. Anderson, sorti en 2012.
C'est le cinquième volet de la série de films librement adaptée de la série de jeux vidéo Resident Evil édités par Capcom.

## Synopsis
Une importante et incontrôlable violence frappe l'Arcadia qui, malgré les efforts de tous, est détruit en ne laissant aucun survivant.
Alice (Milla Jovovich) se réveille dans une banlieue pavillonnaire de Raccoon City. Elle est mariée à Todd, un homme parfait ressemblant étrangement à Carlos Oliveira (Oded Fehr). Elle est la mère de Becky, une petite fille muette. Mais qu'en est-il d'Umbrella Corporation et de l'infection ? N'était-ce qu'un rêve ? Tout semble bien se passer jusqu'au moment où Alice et sa famille se retrouvent attaqués par une horde de morts-vivants. La situation dégénère et la vie d'Alice se transforme en cauchemar.
Cette dernière se réveille brusquement dans une cellule d'Umbrella, elle réalise alors que tout cela n'était qu'un rêve. Elle est alors libérée de sa cellule et rencontre par la suite Ada Wong (Li Bingbing), un des meilleurs agents d'Albert Wesker (Shawn Roberts), qui lui révèle qu'elle se trouve dans le plus important laboratoire expérimental d'Umbrella, se situant sur les terres du Kamtchatka en Russie, et que la Reine Rouge contrôle désormais ce qui reste d'Umbrella.
Alice ne se trouve alors aucun autre objectif que de fuir le laboratoire, mais elle se rendra vite compte que le complexe est plein de surprises, très vite des révélations se feront connaître. Elle doit affronter Jill Valentine (Sienna Guillory), une ancienne alliée désormais contrôlée par Umbrella, ainsi que des clones de ses anciens amis décédés : Rain (Michelle Rodriguez), One (Colin Salmon) et Carlos (Oded Fehr). Alice découvre ensuite que les événements qu'elle a vécus dans la banlieue de Raccoon City n'étaient pas un rêve.
Alice retrouve alors Becky, sa fille (ou plutôt la fille de son clone à Raccoon City), mais elle tient à la sauver et l'emmène avec elle. Umbrella Corporation utilisant ses souvenirs contre elle, Alice devra faire un choix. Dans ce terrifiant parcours, elle devra apprendre à faire la différence entre la réalité et la fiction, les vrais et les faux sentiments, ses amis et ses ennemis. Elle finit par retrouver Wesker qui s'est monté une armée de survivants. Sa base est la Maison-Blanche. Cet endroit, transformé en bastion, est envahi par une horde de zombies et de monstres. Wesker injecte à Alice un sérum qui lui redonne tous ses pouvoirs, car elle en aura besoin pour l'ultime bataille contre la Reine Rouge, qui est déterminée à détruire toute vie sur Terre. Les derniers survivants, composés du groupe d'Alice, de Wesker, de civils et principalement de militaires du Corps des Marines, devront s'allier pour combattre les armes biologiques de la Reine Rouge.

## Fiche technique
Sauf indication contraire, les informations mentionnées dans cette section peuvent être confirmées par la base de données cinématographiques IMDb,  présente dans la section « Liens externes ».
- Titre original et français : Resident Evil: Retribution
- Titre québécois : Resident Evil : Le châtiment
- Réalisation : Paul W. S. Anderson
- Scénario : Paul W. S. Anderson, d'après les jeux vidéo Resident Evil de Capcom
- Musique : Tomandandy
- Direction artistique : Dan Yarhi
- Décors : Kevin Phipps
- Costumes : Wendy Partridge
- Photographie : Glen MacPherson
- Son : Joshua Fielstra, Jamie Gould, Thomas Hayek
- Montage : Niven Howie
- Production : Paul W. S. Anderson, Don Carmody, Samuel Hadida, Jeremy Bolt et Robert Kulzer

Production exécutive : Alexander Dostal (Moscou), Hartley Gorenstein
Production déléguée : Martin Moszkowicz
Production associée : Hiroyuki Kobayashi (Japon)
Direction de production : Bernhard Thür
Production exécutive adjoint : Susann Funke
Coproduction : Victor Hadida
Production de distribution : Dave Bogosian
- Sociétés de production[1] : Etalon Film
  - France : Davis Films[2]
  - Japon : avec la participation de Capcom Company
  - Canada : en coproduction avec Impact Pictures
  - Allemagne : en association avec Constantin Film
- Sociétés de distribution :
  - États-Unis : Screen Gems
  - Canada : Alliance
  - Allemagne : Constantin Film
  - France : Metropolitan Filmexport
- Budget : 65 millions de $[3]
- Pays d'origine :  Allemagne,  Royaume-Uni,  États-Unis,  France,  Canada
- Langues originales : anglais, langue des signes américaine
- Format[4] : couleur - 35 mm / D-Cinema - 2,39:1 (Cinémascope)
  - son SDDS | Dolby Digital | Datasat | Dolby Atmos | Dolby Surround 7.1 | IMAX 6-Track | Sonics-DDP (IMAX version)
- Genres : action, horreur et science-fiction
- Durée : 95 minutes
- Dates de sortie[5] :
  - Japon : 13 septembre 2012
  - États-Unis, Canada, Québec[6] : 14 septembre 2012
  - Allemagne : 20 septembre 2012
  - France, Suisse romande[7] : 26 septembre 2012
  - Royaume-Uni : 28 septembre 2012
- Classification[8] :
  -  États-Unis : Interdit aux moins de 17 ans (certificat #47696) (R – Restricted) [Note 1].
  -  Canada (Ontario) : Les enfants de moins de 14 ans doivent être accompagnées d'un adulte (14A - 14 Accompaniment).
  -  Québec : 13 ans et plus (13+ / 13 years and over)[6].
  -  Royaume-Uni : Interdit aux moins de 15 ans (15 - Suitable only for 15 years and over)>[9].
  -  Allemagne : Interdit aux moins de 16 ans (FSK 16).
  -  Japon : Sous la responsabilité des parents (PG-12)[Note 2].
  -  France : Interdit aux moins de 12 ans (visa d'exploitation no 134839 délivré le 26 septembre 2012)[10],[11].

## Distribution
- Milla Jovovich (VF : Barbara Kelsch ; VQ : Élise Bertrand) : Alice Abernathy
- Sienna Guillory (VF : Françoise Cadol ; VQ : Camille Cyr-Desmarais) : Jill Valentine
- Michelle Rodriguez (VF : Olivia Dalric ; VQ : Hélène Mondoux) : Rain Ocampo
- Aryana Engineer : Becky
- Shawn Roberts (VF : Stéphane Pouplard ; VQ : Daniel Roy) : Albert Wesker
- Li Bingbing (VF : Geneviève Doang ; VQ : Ariane-Li Simard-Côté) : Ada Wong
- Johann Urb (VF : Arnaud Arbessier ; VQ : Jean-Philippe Baril Guérard) : Leon S. Kennedy
- Boris Kodjoe (VF : Daniel Lobé ; VQ : Frédérik Zacharek) : Luther West
- Ofilo Portillo (en) : Tony Rosato
- Oded Fehr (VF : Guillaume Lebon) : Carlos Oliveira / Todd
- Kevin Durand (VF : Gilduin Tissier ; VQ : Patrick Chouinard) : Barry Burton
- Robin Kasyanov (en) : Sergei Vladimir
- Colin Salmon (VF : Thierry Desroses) : James « One » Shade
- Megan Charpentier (VF : Dorothée Pousséo ; VQ : Ludivine Reding) : la Reine rouge
- Mika Nakashima : J-Pop Girl (le patient zéro au Japon)

Sources et légendes : Version française (V. F.) sur AlloDoublage et RS Doublage ; Version québécoise (V. Q.) sur Doublage.qc.ca

## Production

### Développement

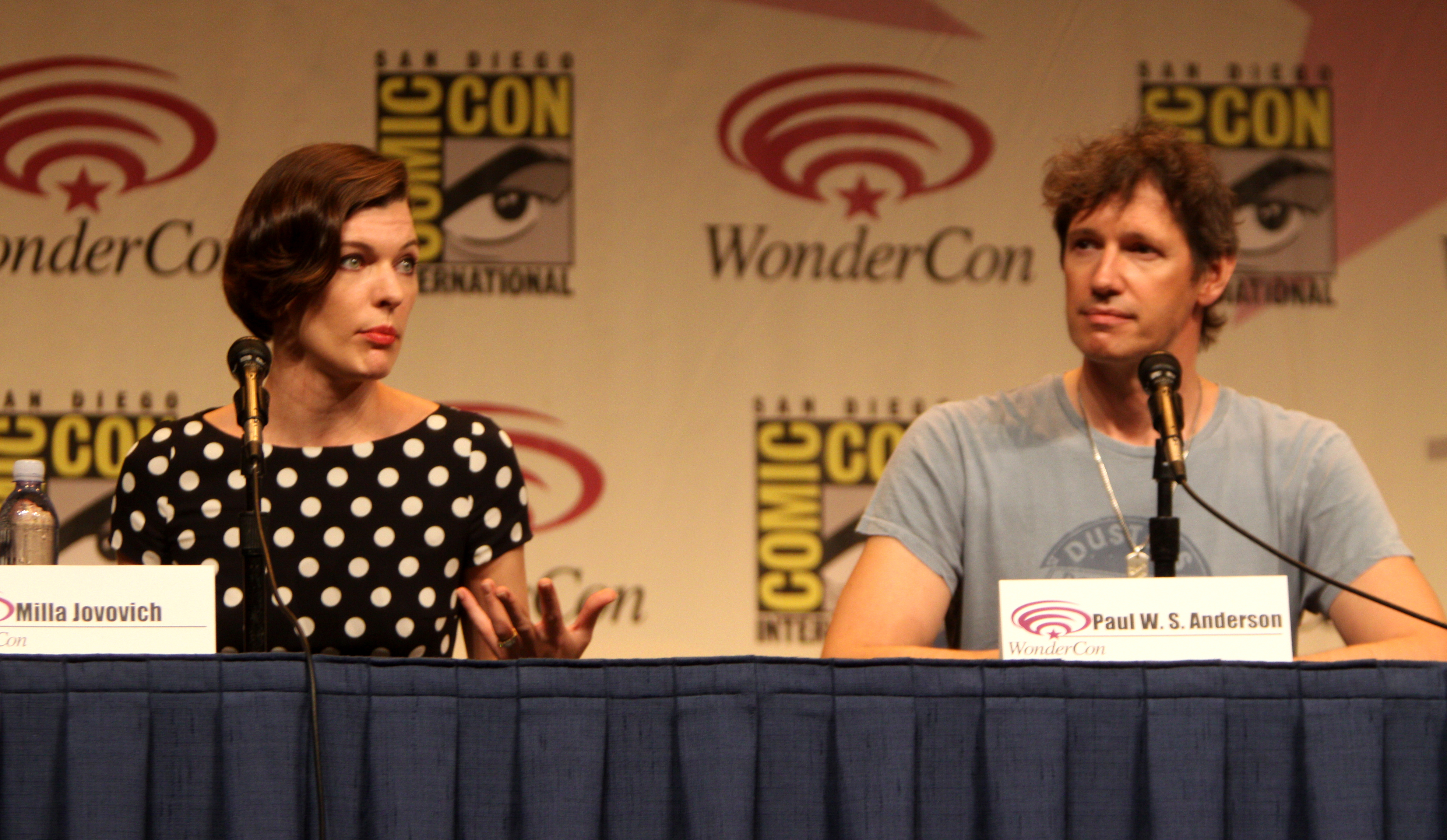
Milla Jovovich et Paul W. S. Anderson au WonderCon pour la promotion du film en 2012.

Après la sortie de Resident Evil: Afterlife (2010), le réalisateur-scénariste Paul W. S. Anderson discute avec le distributeur américain Screen Gems pour tourner les cinquième et sixième films en même temps (un tournage dit « back to back ». Paul W. S. Anderson décide finalement de se concentrer sur un seul film, intitulé Resident Evil: Retribution.
Dans un entretien pour le site américain Vulture en septembre 2010, Milla Jovovich révèle que le scénario a été agrémenté de remarques et suggestions faites par des fans sur les réseaux sociaux.

### Attribution des rôles

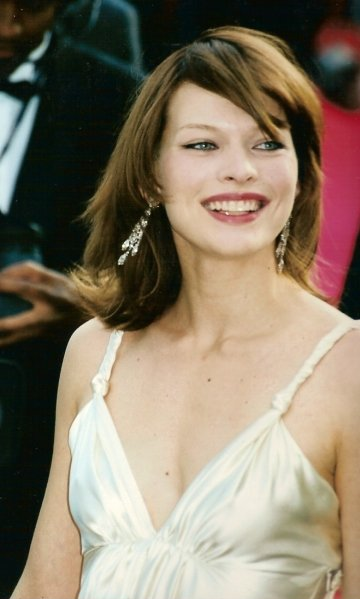
Milla Jovovich, interprète du rôle d'Alice, ici au Festival de Cannes 2000.

En plus de Milla Jovovich de nombreux acteurs des précédents films reviennent : Boris Kodjoe qui incarne pour la deuxième et dernière fois Luther West, Sienna Guillory qui incarne Jill Valentine, Shawn Roberts qui incarne brièvement Albert Wesker même Colin Salmon et Michelle Rodriguez qui jouaient respectivement James « One » Shade et Rain Ocampo dans le premier film. De plus, Oded Fehr incarne à nouveau Carlos Olivera, présent dans les deuxième et le troisième volets. L'actrice japonaise Mika Nakashima, déjà vue dans Resident Evil: Afterlife comme la première humaine infectée, est également de retour. Ray Olubowale revient dans le rôle de l'homme à la hache, qu'il interprétait déjà dans Afterlife, assorti d'un comparse joué par Kevin Shand.
Le personnage de Becky ne devait initialement pas être malentendante. C'est après l'audition de la jeune Aryana Engineer qu'il l'est devenu.
Jensen Ackles a été envisagé pour le rôle de Leon S. Kennedy, mais c'est finalement Johann Urb qui est choisi.

### Tournage
Le tournage a lieu d'octobre à décembre 2011. Il se déroule principalement en Ontario : les Cinespace Film Studios et le métro de Toronto et Klienburg (en). Quelques scènes sont également tournées à New York (Times Square), Tokyo et sur la place Rouge à Moscou.
Lors du second jour de tournage, une plateforme s'écroule et 16 personnes sont blessées et souffrent de contusions et quelques fractures. Le tournage est alors interrompu pendant quelques jours,.
Resident Evil: Retribution est le second film de la série tourné en 3D, après Resident Evil: Afterlife. Il est par ailleurs filmé en résolution 4K. Les caméras utilisées pour ce film, les Red Epic, sont selon le producteur Jeremy Bolt (en) 50% plus petites que les Sony F35 utilisées pour Resident Evil: Afterlife.

## Bande originale
Bandes originales de Resident Evil
Resident Evil: Afterlife
(2010) Resident Evil : Chapitre final
(2016)
La musique du film est composée par le duo Tomandandy, déjà à l'œuvre sur le précédent film Resident Evil: Afterlife. C'est la première fois dans la franchise Resident Evil que des compositeurs reviennent pour le film suivant. Paul W. S. Anderson explique ce choix car il voit ce 5e film comme la continuité de Afterlife. L'album sort le 11 septembre 2012 sur le label Milan Records. La chanson du générique de fin est Hexes, produite par Bassnectar, est interprétée par Chino Moreno des Deftones. La chanteuse et actrice Mika Nakashima interprète Ashita Sekai ga Owarunara dans la version japonaise du film.
| Liste des titres | Liste des titres                      | Liste des titres | Liste des titres | Liste des titres | Liste des titres | Liste des titres | Liste des titres | Liste des titres | Liste des titres |
| No               | Titre                                 | Durée            |                  |                  |                  |                  |                  |                  |                  |
| ---------------- | ------------------------------------- | ---------------- | ---------------- | ---------------- | ---------------- | ---------------- | ---------------- | ---------------- | ---------------- |
| 1.               | Hexes (featuring Chino Moreno)        | 3:00             |                  |                  |                  |                  |                  |                  |                  |
| 2.               | Flying Through the Air                | 3:48             |                  |                  |                  |                  |                  |                  |                  |
| 3.               | First Blood                           | 1:12             |                  |                  |                  |                  |                  |                  |                  |
| 4.               | Tokyo Revisited                       | 2:05             |                  |                  |                  |                  |                  |                  |                  |
| 5.               | Corridor                              | 2:52             |                  |                  |                  |                  |                  |                  |                  |
| 6.               | Planting                              | 4:05             |                  |                  |                  |                  |                  |                  |                  |
| 7.               | Axemen                                | 2:47             |                  |                  |                  |                  |                  |                  |                  |
| 8.               | Fall Back                             | 1:51             |                  |                  |                  |                  |                  |                  |                  |
| 9.               | Imprinted                             | 0:57             |                  |                  |                  |                  |                  |                  |                  |
| 10.              | Suburbia                              | 2:50             |                  |                  |                  |                  |                  |                  |                  |
| 11.              | Phantom Chase                         | 2:48             |                  |                  |                  |                  |                  |                  |                  |
| 12.              | End of the World                      | 1:26             |                  |                  |                  |                  |                  |                  |                  |
| 13.              | Drive Away                            | 1:10             |                  |                  |                  |                  |                  |                  |                  |
| 14.              | Ice Pack                              | 2:04             |                  |                  |                  |                  |                  |                  |                  |
| 15.              | Zombies Under Ice                     | 2:03             |                  |                  |                  |                  |                  |                  |                  |
| 16.              | It's Help                             | 2:08             |                  |                  |                  |                  |                  |                  |                  |
| 17.              | Flying Through the Air (T-Mass Remix) | 3:55             |                  |                  |                  |                  |                  |                  |                  |
| 18.              | Origin (titre bonus)                  | 2:59             |                  |                  |                  |                  |                  |                  |                  |
| 19.              | The End (titre bonus)                 | 1:24             |                  |                  |                  |                  |                  |                  |                  |
| 45:24            |                                       |                  |                  |                  |                  |                  |                  |                  |                  |

## Sortie

### Promotion
Un premier trailer est dévoilé sur YouTube dans la nuit du 17 janvier 2012 où il est possible de voir Milla Jovovich, Michelle Rodriguez et Li Bingbing. Le début de ce trailer représente une publicité pour la société Sony puis il dévoile Milla Jovovich et Li Bingbing faisant équipe et la scène d'attaque sur Arcadia. Une nouvelle bande annonce est sortie le 15 juin 2012.

### Critique
Le film reçoit des critiques globalement négatives. Sur l'agrégateur américain Rotten Tomatoes, il récolte 28% d'opinions favorables pour 75 critiques et une note moyenne de 4,30⁄10. Sur Metacritic, il obtient une note moyenne de 39⁄100 pour 17 critiques.
En France, le film obtient une note moyenne de 1,9⁄5 sur le site AlloCiné, qui recense 9 titres de presse.

### Box-office
Avec 21 millions de spectateurs pour son premier week-end, Resident Evil: Retribution est quatrième meilleur démarrage de la saga. Le film remportera au total 245 millions de dollars (le troisième meilleur score de la saga après Resident Evil: Chapitre final et Afterlife).
| Pays ou région    | Box-office      | Date d'arrêt du box-office | Nombre de semaines |
| ----------------- | --------------- | -------------------------- | ------------------ |
| États-Unis Canada | 42 345 531 $    | 15 novembre 2012           | 9                  |
| France            | 517 211 entrées |                            |                    |
| Total mondial     | 240 159 255 $   | -                          | -                  |

## Distinctions
En 2013, Resident Evil: Retribution a été sélectionné 8 fois dans diverses catégories et a remporté 2 récompenses,.

### Récompenses
- Prix Écrans canadiens 2013 :
  - Prix Écrans canadiens des Meilleurs effets visuels décerné à Dennis Berardi, Jason Edwardh, Matt Glover, Trey Harrell, Leann Harvey, Jo Hughes, Ethan Lee, Scott Riopelle, Eric Robinson et Kyle Yoneda,
  - Prix Bobine d'or Cineplex décerné à Don Carmody, Jeremy Bolt et Robert Kulzer

### Nominations
- Guilde canadienne des réalisateurs 2013 : Meilleur montage sonore dans un long métrage pour Kevin Banks, Stephen Barden, Alex Bullick, Rose Gregoris, Dashen Naidoo, Jill Purdy.
- Key Art Awards 2013 : Meilleure technique audio / visuelle pour Screen Gems et mOcean.
- Prix Écrans canadiens 2013 :
  - Meilleur montage sonore pour Kevin Banks, Steve Baine, Stephen Barden, Alex Bullick et Jill Purdy,
  - Meilleurs costumes pour Wendy Partridge.
- Prix Razzie 2013 : Pire actrice pour Milla Jovovich.
- Taurus - Prix mondiaux des cascades 2013 : Coup le plus dur pour Leif Havdale.

## Clins d'œil et références culturelles
- Dans la seconde scène du film, le clone de Carlos nommé Todd renverse son café sur sa chemise. Cet instant est une référence au premier Resident Evil.
- Lors de la scène du combat contre les deux Bourreaux, Alice déclare à Ada « j'ai une vague idée », ce qui est une référence au quatrième film.
- La scène dans laquelle Alice est sous la pluie au côté de la J-Pop Girl est une référence à Resident Evil: Afterlife.
- Lorsque la Reine rouge dit aux héros qu'ils mourront tous, Alice lui répond : « ça, tu l'as déjà dit », en référence au premier opus de la saga.
- Le boss principal dans ce film est un Licker comme dans le premier film.
- La liaison mère/fille qu'a Alice envers Becky rappelle celle entre Ellen Ripley et Newt dans Aliens, le retour (1986), notamment quand Alice sort Becky d'un cocon[18].
- Les costumes de Leon et Ada ainsi que les Plagas sont des références au jeu Resident Evil 4.
- Le bref combat de la scène de la première rencontre entre Alice et Ada est exactement le même entre Leon et Ada dans le jeu Resident Evil 4.
- Comme dans le premier et le troisième films, il y a une apparition du grillage laser.
- Jill Valentine est habillée et contrôlée de la même façon dans le jeu Resident Evil 5.
- le parasite que s'injecte Rain à la fin est cité comme étant un « Las Plagas ». Les Plagas sont la cause de la « zombification » des ennemis de Resident Evil 4.
- Sur la banquise, Rain réalise un coup mortel contre Luther West et Alice : l'attaque du Cobra, bien connue de Wesker dans RE4 et RE5.
- À la fin du film, on aperçoit des chauve-souris mutantes : les Kipepeo de Resident Evil 5.
- L'un des personnages porte le nom de Tony Rosato en hommage à l'acteur ayant doublé le personnage de Dario Rosso, personnage que rencontre Jill Valentine durant les événements de Raccoon City.